# Седен, Осман
Осман Седен (22 марта 1924 — 1 сентября 1998) — турецкий режиссёр, продюсер и сценарист. Один из известных представителей «Эпохи „Ешилчам“».  Государственный артист Турции (1991).

## Биография
Родился 22 марта 1924 года в Стамбуле. Его отец Кемаль Седен — создатель первой частной кинокомпании Турции, в которой работал один из первых режиссёров Турецкой республики Мухсин Эртугрул.
Окончил немецкий лицей. Затем изучал право в Стамбульском университете.

### Карьера
Ещё учась в лицее работал в отцовской кинокомпании, переводя сценарии на турецкий язык. В 1949 году совершил деловую поездку в Великобританию и США, полученный в ходе этой командировки опыт Седен использовал в своих дальнейших работах.
В 1951 году дебютировал в качестве сценариста, написав сценарий для фильма «Кровь Стамбула» (тур. Istanbul Kan Ağlarken), действие которого происходило в период оккупации Стамбула в ходе Первой мировой войны. Фильм оказался коммерчески успешным.
На следующий год Седен спродюсировал фильм Лютфи Акада «Во имя закона» (тур. Kanun Namına).
В 1955 году Осману Седену удалось воплотить в жизнь свою давнюю мечту — он стал режиссёром, сняв социальную драму «Кровавая цена» (тур. Kanlarıyla Ödediler).
Он написал сценарии пяти фильмов из цикла «Cilalı İbo», снятого Феридуном Каракаёй. В 1966 году Седен написал сценарий для фильма «Королёк — птичка певчая», снятого по мотивам одноимённого произведения Решата Нури Гюнтекина.
Помимо этого, Седен снял снял несколько фильмов на религиозную тематику, например, биографические фильмы о Рабии аль-Адавии и Умаре ибн аль-Хаттабе.
1 сентября 1998 года умер от рака.
Всего в период между 1955 и 1989 годами Седен снял 175 фильмов и сериалов, спродюсировал 145, и написал сценарии к более 200 фильмов. Кроме того, он одним из первых подписал контракт с актёром Айханом Ышиком.
Основной темой фильмов Османа Седена являются личные драмы, моральные и межличностные конфликты. Порой в своих более поздних фильмах он использовал части сценариев, диалоги и персонажей из более ранних фильмов.